# 空飛ぶくじら
「空飛ぶくじら」（そらとぶくじら）は、1972年6月25日に発売された、大瀧詠一通算2作目のシングル。

## 解説
「空飛ぶくじら」はリリース当時、大瀧詠一のファースト・ソロ・アルバム『大瀧詠一』に収録されず、はっぴいえんどのシングルを集めたベスト・アルバム『SINGLES』に収録された。後に、1978年に発売された大滝詠一のベスト・アルバム『DEBUT』に、1977年6月20日渋谷公会堂で行われた“ザ・ファースト・ナイアガラ・ツアー”でのライヴ音源が収録された。オリジナル・シングル・ヴァージョンは、2014年に発売された大滝のオールタイム・ベスト『Best Always』に収録されたほか、2022年リリースの『大瀧詠一』50周年記念盤『大瀧詠一 乗合馬車 (Omnibus) 50th Anniversary Edition』にも、大滝が2012年に構想した新たな曲順としてアルバムに組み込まれて収録された。また、1973年9月21日に文京公会堂で行われた解散記念コンサート“CITY—Last Time Around”では、ココナツバンクとの共演による「空飛ぶウララカサイダー」として演奏された（1974年発売の『ライブ!! はっぴいえんど』に収録）。
「空飛ぶくじら」は大瀧が、はっぴいえんど時代に敢えて封印していた“ビートルズ・イディオム”を開封した楽曲。大瀧によれば、はっぴいえんどに関する文章を見ると、必ずあるのが「はっぴいえんどはバッファロー・スプリングフィールドなどと言っているが、それよりもビートルズである」というものだという。前史がないから仕方がないとはいえ、日本の場合“ロック”が突然ビートルズからやって来た、と信じられているので、すべてを“ビートルズ”の一語でくくる傾向が強い。その流れに反抗する意味でも、はっぴいえんど時代にはビートルズ・イディオムは一切使わなかった。それがはっぴいえんどと、“ビートルズしか知らない”他のグループとのサウンドの差異となっているという。しかしソロということで、“そろそろいいかな?”ということでやってみたのが「空飛ぶくじら」だったが、これがデモ段階から会社側で話題を呼んだという。大瀧も、今までのはっぴいえんど時代のものと比較すると“分かりやすい”からだというが、ビートルズがあまりにも一般的だからそれを使えば容易く分かりやすいものができるぐらいのことは若いなりにも分かっていたという。そして、その手法はある意味では卑怯である風な、妙な自意識や時代風潮もあった。それまでの封印の理由も、その時代と無縁ではなかったともいう。
はっぴいえんどは自分たちの演奏が基本だったので外部サポート・メンバーというのは本当に限られたものだけだった。なので、この時点でのクラリネットの使用はファンにとって意外なものに受け取られたようで、妙な評判を呼んだという。大瀧によればこの頃、管楽器を使ったのも珍しかったはずで、吉田拓郎が「やっぱりはっぴいえんどはやることが違う」と言ってラジオでかけていたのを聴いたことがあるという。前作「恋の汽車ポッポ」のB面曲「それぼくじゃないよ」に続きこの曲も、はっぴいえんどのメンバーは一切参加せず、ドラムとベースを大瀧、ピアノとクラリネットが外部ミュージシャンで行われた。作家名義は「恋の汽車ポッポ」の第二弾という再び「江戸門弾鉄 · 多羅尾伴内」となっている。
B面に収録の「五月雨」は『大瀧詠一』に収録されるが、シングル・ミックスはコーラス以外はモノラルだったもので、そのステレオ・ミックスが作られたが、そのままでは「びんぼう」とタイプが全く同じだったので、鈴木茂にギターを入れてもらい、手拍子とコーラスが加えられ、ダブル・ボーカルになっている。この曲ははっぴいえんどのアルバム『風街ろまん』収録「颱風」の続編として作られたもので、松尾芭蕉の「五月雨を あつめて早し 最上川」の句から取られたものだが、単純に“音の遊び”で“たいふう”と言っていたのを“さみだれ”にしただけだという。最初に大瀧のドラムと野地義行のベース（大瀧考案のフレーズ）を一緒に録音し、大瀧がひとりでギターのカッティング、パーカッション、コーラス他を多重録音して完成させた。歌詞は手元にあった永井荷風の随筆から言葉を抜き出して“憂鬱”“旋毛曲がり”“矢継早”“気が滅入る”“無鉄砲”“無茶苦茶”と漢和辞典を引きながら単語を抜き出して、適当にストーリーを作り出すという。意味はみんなが勝手につけてくれるだろう、と。実際、大瀧自身は永井荷風を読んだことがなく、“横にあっただけ”だという。
ちょうどレコーディングの頃、三浦光紀がキング教養楽部から独立して“ベルウッド”の設立に関係する。1972年2月17日、ベルウッド発足記者会見が行われ、大瀧はソロを継続する意味合いでこの会見に参加した。1枚目のシングル「恋の汽車ポッポ」はURC原盤、2枚目からはベルウッド原盤という変則的な形で、本作「空飛ぶくじら」はベルウッドの3枚目のシングルとして発売された。この時、三浦は出版をPMPに預け、大瀧はここで朝妻一郎と初めて会うことになった。単純にグループ内ソロとして発売したシングルだったが、突然ベルウッド発足という大きな流れの一環に組み込まれ、はっぴいえんどがグループとしてはURCなのか? ベルウッドなのか? グループとソロの関係が一挙に複雑化したのがこの頃だった。シングル「空飛ぶくじら」は松本隆の詞以外、はっぴいえんどのメンバーとは関係なく作られたが、ベルウッドの政策上、「“はっぴいえんど”の大瀧詠一」として売られ、ラジオ・スポットでも「はっぴいえんどの『空飛ぶくじら』」と紹介され、殆どの人はこれがはっぴいえんどの曲だと思ってしまったという。まだグループとして地方公演が続いている時期だからステージに立つと客席から「『空飛ぶくじら』をやれ!」という声が飛ぶと、他の3人の顔がぐわーっと曇る。そういう状況に立たされて、後々の“解散の原因は大滝詠一”という雰囲気がだんだんと作られていったという。
シングル・ヴァージョンの「五月雨」も、『SINGLES』に収録されたほか、1995年に『大瀧詠一』が大瀧自身のライナーノーツ付きで“CD選書シリーズ”としてのCD化に際し、ボーナス・トラックで収録されたほか、『大瀧詠一 乗合馬車 (Omnibus) 50th Anniversary Edition』にも収録された。アナログ・シングルの復刻盤が『ベルウッド 7インチボックス』に収められた。
前作「恋の汽車ポッポ」とは逆に、A面の「空飛ぶくじら」はステレオ、B面の「五月雨」はコーラス以外がモノラルとなっている。また、ジャケット表面には、初版では“はっぴいえんど”名が加えられたが、セカンド・プレスからは削除されている。

## 収録曲

### Side 1
1. 空飛ぶくじら
作詞   江戸門弾鉄     作曲   多羅尾伴内

### Side 2
1. 五月雨
作詞 · 作曲   多羅尾伴内

## クレジット
| 演奏：大瀧詠一（はっぴいえんど）                               |
|                                                                |
| photography : おおくぼひさこ                                   |
| lettering : 大瀧詠一                                           |
| cover illustration / art direction / design : bellwood studios |

## レコーディング・メンバー

### 空飛ぶくじら
| words 江戸門弾鉄                  |
| music and arrangements 多羅尾伴内 |
|                                   |
| –Featurin'–                       |
| cla. 佐野正明                     |
| bass cla. 佐野博美                |
| piano 上村律夫                    |
| band neon 池田光夫                |
|                                   |
| drums, bass, guitar, vocal 大瀧   |
|                                   |
| Recorded On MAR. 12TH.            |

### 五月雨
| words, music and arrangements 大瀧詠一 |
|                                        |
| drums イーハトヴ田五三九               |
| –Featurin'–                            |
| 野地義行 “samidare” bass               |
| side guitar, percussion 多羅尾伴内     |
|                                        |
| vocals 大瀧                            |
|                                        |

| Recorded On | - MAR. 12th. - MAY. 31ST. |

| SINGLE OF-3 Bellwood Records. |

## リリース日一覧
| 地域 | タイトル              | リリース日    | レーベル                           | 規格               | カタログ番号 | 備考                                                                                               |
| ---- | --------------------- | ------------- | ---------------------------------- | ------------------ | ------------ | -------------------------------------------------------------------------------------------------- |
| 日本 | 空飛ぶくじら / 五月雨 | 1972年6月25日 | Bellwood ⁄ KING                    | 7"シングルレコード | OF-3         | 「空飛ぶくじら」はオリジナル・アルバム未収録、「五月雨」はアルバム『大瀧詠一』収録とは別ミックス。 |
| 日本 | 空飛ぶくじら / 五月雨 | 2000年3月18日 | Miracle Music ⁄ ULTRA DISTRIBUTION | 7"シングルレコード | MM-7001~10   | 『ベルウッド 7インチボックス』の一枚。ジャケットは光沢のものになっている。                         |
| 日本 | 空飛ぶくじら / 五月雨 | 2017年7月19日 | FUJI                               | 7"シングルレコード | FJEP1002     | ベルウッド・レコード設立45周年記念 7インチ復刻シリーズ（第一弾）の一枚。                           |

## カバー

### 空飛ぶくじら
| アーティスト | 収録作品（初出のみ）          | 発売日         | 規格               | 品番    | 備考 |
| ------------ | ----------------------------- | -------------- | ------------------ | ------- | --- |
| 堺正章       | 空飛ぶくじら / 真夜中のカモメ | 1982年10月21日 | 7"シングルレコード | SV-7259 | 表題曲はテレビ朝日系ドラマ「フジ三太郎」主題歌。なお、歌詞カードおよびレーベルでのクレジットは“松本隆作詩 大滝詠一作曲”となっている。 |

### 五月雨
| アーティスト          | 収録作品（初出のみ）                              | 発売日       | 規格 | 品番      | 備考                             |
| --------------------- | ------------------------------------------------- | ------------ | ---- | --------- | -------------------------------- |
| TOKYO'S coolest combo | COOL HOLIDAYS RELAXIN' WITH TOKYO'S COOLEST COMBO | 1992年2月5日 | CD   | APCE-5198 | インストゥルメンタルでのカバー。 |